# 少年軟式野球国際交流協会
公益社団法人少年軟式野球国際交流協会（しょうねんなんしきやきゅうこくさいこうりゅうきょうかい、I.B.A：International Boys Nankyu Baseball Association Japan）は、海外の少年野球組織との交流を行うとともに、国内における少年野球の普及振興を図り、国際親善並びに少年の体力向上及び人格の陶冶に寄与することを目的とした公益社団法人である。理事長は元広島東洋カープ監督で現東京国際大学名誉監督の古葉竹識。

## 概要
1982年3月、笹川良一、佐川清らの支援を得て、文部省（現在の文部科学省）の認可を受け社団法人としてスタートする。以来40年以上にわたり、国際交流を活動の趣旨とし、海外の少年野球組織と交流を行っている。2013年には内閣府の認可を得て公益社団法人となる。

## 沿革
- 1980年9月　熊本日日新聞の後援により、江藤慎一ほか総勢30名余の熊本市の野球少年達とブラジルを訪問。帰国後、有志を募り「社団法人認可」の準備に取りかかる。
- 1982年3月　笹川良一、佐川清の支援を得て、文部省の社団法人として認可を受ける。初代理事長は佐川清。事務所を虎ノ門に設置。
- 1983年6月　財団法人日本船舶振興会（現：公益財団法人日本財団）より助成金を受け活動。
- 1983年8月　第1回世界大会開催を佐川急便立川球場にて開催。優勝：チャイニーズタイペイ (1)。
- 1984年8月　第2回世界大会を開催。優勝：フィリピン。
- 1985年8月　第3回世界大会を開催。優勝・チャイニーズタイペイ (2)。
- 1986年8月　第4回世界大会を明治神宮外苑軟式球場にて開催。優勝：チャイナ (1)。
- 1987年8月　第5回世界大会を開催。優勝:チャイニーズタイペイ (3)。
- 1988年8月　第6回世界大会を開催。優勝:チャイニーズタイペイ (4)。
- 1989年8月　第7回世界大会を東京ドームにて開催。優勝:チャイナ (2)。
- 1990年3月　元広島東洋カープ監督の古葉竹識が理事長に就任。
- 1990年7月　第8回世界大会を江戸川球場にて開催。優勝:ブラジル。
- 1991年7月　第9回世界大会を開催。優勝:チャイナ (3)。
- 1992年7月　第10回世界大会にて秋篠宮文仁親王、文仁親王妃紀子出席の台覧試合を開催。優勝:
- 1993年7月　第11回世界大会を開催。優勝:チャイナ (4)。
- 1994年7月　第12回世界大会を開催。優勝:ジャパン (1)。
- 1995年7月　第13回世界大会を開催。優勝:ジャパン (2)。
- 1996年7月　第14回世界大会を開催。優勝:チャイナ (5)。
- 1997年7月　第15回世界大会を開催。秋篠宮文仁親王が出席。優勝:チャイナ (6)
- 1998年7月　第16回世界大会を開催。優勝:メキシコ (1)。
- 1999年7月　第17回世界大会を開催。優勝:チャイナ (7)。
- 2000年7月　第18回世界大会を開催。優勝:チャイニーズタイペイ (5)。
- 2001年7月　第19回世界大会を開催。優勝:チャイニーズタイペイ (6)。
- 2002年7月　第20回世界大会を開催。優勝:メキシコ (2)。
- 2003年7月　第21回世界大会を開催。優勝:メキシコ (3)。
- 2004年7月　第22回世界大会を開催。優勝:メキシコ (4)。
- 2005年7月　第23回世界大会を開催。優勝:メキシコ (5)。
- 2006年7月　第24回世界大会を開催。優勝:チャイニーズタイペイ (8)。
- 2007年7月　第25回世界大会を開催。秋篠宮文仁親王が出席。始球式。優勝:メキシコ (6)
- 2008年7月　第26回世界大会を開催。優勝:チャイニーズタイペイ (9)。
- 2009年7月　第27回世界大会を開催。優勝:ジャパン (4)。
- 2010年7月　第28回世界大会を開催。優勝:チャイナ (8)。
- 2011年7月　第29回世界大会を開催。イベント中止（東北地方太平洋沖地震）
- 2012年7月　第30回世界大会を開催。優勝:チャイニーズタイペイ (10)。
- 2013年4月　内閣府の認可を得て公益社団法人となる。
- 2013年7月　第31回世界大会を開催。優勝:ジャパン (4)。
- 2014年7月　第32回世界大会を開催。優勝:ジャパン (5)。
- 2015年7月　第33回世界大会を開催。優勝:ジャパン (6)。
- 2016年7月　第34回世界大会を開催。優勝:チャイニーズタイペイ (11)。
- 2017年7月　第35回世界大会を開催。優勝:ジャパン (7)。
- 2018年7月　第36回世界大会を開催。優勝:ジャパン (8)。
- 2019年7月　第37回世界大会を開催。優勝:チャイニーズタイペイ (12)。
- 2020年7月　第38回世界大会を開催。イベント中止（COVID-19パンデミック）
- 2021年7月　第39回世界大会を開催。イベント中止（COVID-19パンデミック）
- 2022年7月　第40回世界大会を開催。イベント中止（COVID-19パンデミック）
- 2023年7月　第41回世界大会を開催。優勝:ジャパン (9)。
- 2024年7月　第42回世界大会を開催。優勝:チャイニーズタイペイ (13)。